# 3073 Курск
3073 Курск (енгл. 3073 Kursk) је астероид главног астероидног појаса са средњом удаљеношћу од Сунца која износи 2,242 астрономских јединица (АЈ).
Апсолутна магнитуда астероида је 13,5.